# 丁元薦
丁元薦（1560年—1625年），字長孺，號慎所。浙江承宣布政使司湖州府長興縣（今浙江省長興縣）人，明朝政治人物，曾在廣東等地任職，歷仕禮部、刑部，官至刑部檢校、尚寶司少卿。事迹具《明史》本傳。

## 生平
萬曆十三年（1585年），丁元薦中式乙酉科順天鄉試第三十名舉人，萬曆十四年（1586年）聯捷第三甲進士。後父去世，以丁外艱請告歸，在家居喪八年後，始謁選成為中書舍人。二十七年（1599年），京察，後又以丁內艱去職，居喪達十二年之久。萬曆三十八年（1610年），任廣東按察司經歷，後升按察司知事。翌年（1611年），再升禮部主客司主事。後移疾去。萬曆四十五年（1617年），因於黨爭被打垮而被削籍革職。天啟四年（1624年），朝臣交訟其冤，後獲起任刑部檢校。同年後期，封尚寶司少卿。五年（1625年），朝事大變，再被朝廷削籍革職。同年不久去世，享年六十六歲。

## 事迹

### 痛陳時弊
丁元薦初舉進士，即遭臨喪父之痛，守孝達八年，後始謁選成為中書舍人。初居官，因見時政流弊，上書朝廷以萬言書，痛陳時弊，主要抨擊「今日事勢可寒心者三」：「饑民思亂也，武備積弛也，日本封貢也。」、歎息時政七事：「征斂苛急也，賞罰不明也，忠賢廢錮也，輔臣妬嫉也，議論滋多也，士習敗壞也，褒功恤忠未備也。」，以及「坐視而不可救藥者」二事：「紀綱、人心也。」丁實則專批曾為丁的座主，當時正任首輔的王錫爵。

### 捲入黨爭
萬曆二十七年（1599年），適逢京察內計。不久丁母去世，丁服喪十二年。三十八年（1610年），復任廣東按察司經歷，升按察司知事，再移禮部主事。剛上任禮部主事之時，又正值辛亥京察（1611年）。時有東林黨爭，官僚乘機徇私毀譽，結援同黨。當時任職吏部尚書的孫丕揚揚言會力清「邪黨」（宣黨、崑黨、楚黨、齊黨、浙黨等），但後反為眾朋黨集團所攻擊。時副都御史許弘綱又與孫共同掌管京察事務，眼見黨爭為禍，因而恐懼諸黨威脅，數年間累上疏要求重新進行京察。朋黨各部故以為孫丕揚領東林黨人直疏其非，要求重核，又群起而攻擊孫。《明史》提到當時黨爭的情境為：「察疏猶未下，人情杌隉，慮事中變，然無敢言者。」可見朝廷已四分五裂。這時丁元薦見狀，上疏許弘綱不應因恐懼諸黨勢力而不敢直議，於是丁遭眾黨暗批發狀，兼與部分朋黨成員交惡。丁其後再上疏，欲辨晰事件，但不成功。其後黨爭愈加激烈，朝中正臣幾乎被打垮殆盡，主要因為朋黨以東林黨人籌辦之鄉試，乃「六經亂天下」之由而上訴得直。丁此時正居家，聞黨爭互責互批之說，更甚惱怒，於是再次嚴詞上疏，「極詆亂政之叛高皇，邪說之叛孔子者」。這份奏疏當然不被接納，其他朋黨成員亦與丁交惡日深。萬曆四十五年（1617年），丁巳京察，丁元薦因朝中朋黨互相侵迫相害，被削籍革職。

### 宦海浮沉
天啟初年，有朝臣大起遺逸，當中不乏東林黨人，丁亦在遺逸之列，但丁獨「格於例」，不參與召見。天啟四年（1624年），朝臣交訟丁之於黨爭之冤情，再起任刑部檢校，歷任尚寶司少卿。但短短一年後，天啟五年（1625年），又因朝事大變，被朝廷再次削籍革職。

### 辭卻官籍
丁被削籍後，始終因東林黨爭而繼續被朝臣抹黑、彈劾。後學於許孚遠，學成後又與顧憲成同遊。丁通籍滿四十年之時，前後服官亦未達一載，曾與沈㴶同邀入閣，但兩人亦謝卻不見丁曾拜訪高攀龍，高亦有力勸丁入閣，但丁始終辭卻所請，道：「吾老矣，不能涉嫌要津。」語後匆忙而去。丁後於天啟五年去世，享年六十五歲。

## 家族
曾祖丁曜，益府典膳。祖父丁良卿，州同知，累赠儒林郎大理寺右寺正。父丁應詔，號靖吾，辛未進士，任江西僉事。母李氏，累封安人。重庆下。弟元庆、元輔、元德、元英、元美。
四子：長子吴琬；次吴瑀、吴琛、吴瑨。

## 評價
《明史》載丁道：「慷慨負氣，遇事奮前，屢躓無少挫。」以顯丁氏於黨爭中，以及被黨人打垮後，依然持守氣節，亦辭卻所有邀官之請。
實則丁元薦歷仕多年，以東林黨爭對其仕途窒礙最大。其中兩次京察，均被黨人承機譭譽，終被朝廷兩度削籍。晚年的丁元薦因而對任官心倦，多次辭卻東林黨人重任官職之請。據《明史》本傳終句載，東林黨爭禍害，主要因東林黨及浙黨相互交惡。直至丁元薦臨行將就木之時，浙黨所彈射的東林黨人中，就以李三才、丁元薦及于玉立最為盛，死後依然被人一直譭譽，黨爭於明神宗在任之時始終無日無之。

## 著述
丁有著《赤水玄珠序》、《西山日記》二卷、《尊拙堂文集》十二卷、《程朱道命錄》，以及《名山言海印譜》二卷。

## 外部連結
- 中研院史語所：丁元薦（页面存档备份，存于）